# Platon Galperine
Pour les articles homonymes, voir Galperine.
Platon Galperine (en ukrainien : Платон Гальперін, en suédois : Platon Galperin) est un joueur d'échecs ukrainien puis suédois né le 10 décembre 2003 à Kiev. En 2023, il quitte la fédération d'échecs d'Ukraine et décide de jouer pour la Suède.
Au 1er septembre 2023, il est le deuxième joueur suédois, avec un classement Elo de 2 571 points.

## Biographie et carrière
En 2020, Galperine marqua 5 points sur 9 au championnat d'Ukraine d'échecs et finit à la 12e place, la victoire revenant à Anton Korobov,.
Il obtient le titre de grand maître international en 2022.
En décembre 2022-janvier 2023, il finit cinquième ex æquo de la Rilton Cup en Suède, tournoi remporté l'Indien par Pranesh M,.
En mai 2023, Platon Galperine quitte la fédération d'Ukraine des échecs, et rejoint la fédération de Suède.
En mai-juin 2023, il remporte l'open du tournoi Norway Chess à Stavanger avec 8 points sur 9 devant le Polonais Paweł Teclaf.